# K-ON! ORIGINAL SOUND TRACK
『K-ON! ORIGINAL SOUND TRACK』（けいおん! オリジナルサウンドトラック）は、テレビアニメ『けいおん!』のサウンドトラックシリーズ。
収録曲は、作中で用いられた背景音楽や、劇中歌CDに収録されなかった楽曲を中心に構成されている。

## K-ON! ORIGINAL SOUND TRACK
2009年6月3日にポニーキャニオンからリリースされた百石元によるサウンドトラックで、フュージョンやテクノを駆使したポップス調に仕上がっている。
初回限定版には4人のジャケットイラストを使用した写真風カードが封入されている。
2013年3月20日に発売された『K-ON! MUSIC HISTORY'S BOX』のディスク9と同内容。
収録曲
1. Have some tea?
2. Morning dew
3. 急げや急げ!
4. かわいい陰謀
5. 2匹の子猫
6. いい夢見てね
7. Cotton candy
8. Virtual love
9. タンポポ宅急便
10. うっかり君の為に
11. Genki!
12. おばあちゃんのタンス
13. The other side of evening sun
14. Dead soldiers(笑)
15. Hold on to your love
16. Falling reinforced concrete
17. Small flashing
18. けん玉君
CM明けのアイキャッチ。TV放映では冒頭が欠けているが、Webラジオ『らじおん!』の中継ぎ等ではフルで流れる。
19. 軽い冗談
20. クレープはいかが?
21. Happy languidness
22. Emerald green
23. My hometown where it snows
24. 銀世界の朝
25. Tea at the night of Christmas
26. 子猫の演奏会
27. Patrol of stroll
28. Doki Doki Friday night
29. りんご…Ringo…リンゴ飴
30. 15歳のマーチ
31. じゃじゃ馬3人娘
32. Hesitation
33. ピンチ大好き!
34. ドレスにクレープは似合わない?
35. あの日の夢
36. Happy End

## K-ON!! ORIGINAL SOUND TRACK Vol.1
テレビアニメ第2期『けいおん!!』のサウンドトラック。2010年7月21日にポニーキャニオンからリリースされた。
ボーカルトラックとして、第6話「梅雨!」の劇中歌である童謡「あめふり」、および第8話「進路!」の劇中歌である童謡「うさぎとかめ」が収録されている。
また、初回限定版にはジャケットイラストを使用した写真風カードが封入されている。歌詞カードには百石元のライナーノーツがある。
劇中歌のCDと異なりチャートの上位にランクインする程ではなかったものの、アニメのサウンドトラックCDとしては比較的好調な売れ行きを示した。
2013年3月20日に発売された『K-ON! MUSIC HISTORY'S BOX』のディスク10、トラック1～20と同内容。
収録曲
1. One more tea?
2. 朝日を浴びて
3. 二人の世界
4. Dance of pickled scallion
5. Temptation with rain
6. Tostada
7. 京都の朝
8. Dragon God
9. ハムスターのダンス
10. あの日の帰り道
11. 玉虫厨子と三角定規
12. Digital fancy doll
13. ガッテンだ!
14. Tea with you
15. Reason that doesn't develop
16. Cherry's feelings
17. Worry of cherry
18. Happy rainy day
19. あめふり
作詞：北原白秋 / 作曲：中山晋平
歌：平沢唯&平沢憂（声：豊崎愛生、米澤円）
テレビバージョンと同一音源で、アンプに繋げていない状態のエレキギターの伴奏をバックに歌っている。1番の歌詞を2回繰り返している。
20. うさぎとかめ
作詞：石原和三郎 / 作曲：納所弁次郎
歌：平沢唯（園児）（声：豊崎愛生）
第8話「進路!」での劇中歌である。ただテレビとは違っている。テレビでは、幼稚園児だった頃の唯が、伴奏なしのアカペラで1コーラスだけ歌っていたが、ここでは伴奏も付き（1コーラス歌い終わった後からインストでBGMとして流れており、CD化に際して付けられた訳ではない）、4番まで歌っている。

## K-ON!! ORIGINAL SOUND TRACK Vol.2
テレビアニメ第2期『けいおん!!』のサウンドトラックの2枚目。2010年10月6日にポニーキャニオンからリリースされた。
ボーカルトラックとして、今までCD化されていなかった第1話「高3!」の劇中歌である「桜が丘女子高等学校校歌」（これまでは「ぴゅあぴゅあはーと」収録のロックバージョンしか聞けなかった）、第9話「期末試験!」劇中歌である「ふでペン 〜ボールペン〜（ゆいあずVer.）」 が収録されている。また、初回限定版にはジャケットイラストを使用した写真風カードが封入されている。歌詞カードには百石元のライナーノーツがある。
2013年3月20日に発売された『K-ON! MUSIC HISTORY'S BOX』のディスク10、トラック21～40と同内容。
収録曲
1. Early tea
2. My dearest Baumkuchen
3. お菓子のメリーゴーランド
4. Pasadena Fwy
5. な・い・しょ!
6. タリラリラン!
7. 潮騒と夕日
8. セピア色の日記
9. 天ぷら君
CM明けのアイキャッチ。
10. Hard luck girl
11. Autumn breeze with you
12. Fine rain in afternoon
13. Cherry's toy box
14. 抜き足差し足忍び足
15. 人魚の片思い
16. 階段の怪談
17. U&I 〜夕日の綺麗なあの丘で〜
18. 雲上茶屋
19. ふでペン 〜ボールペン〜（ゆいあずVer.）
作詞：秋山澪（稲葉エミ） / 作曲：琴吹紬（川口進） / 編曲：平沢唯&中野梓（百石元）
歌：ゆいあず（声：豊崎愛生、竹達彩奈）
第1期第12話（最終回）「軽音!」の劇中歌だった同曲を第9話「期末試験!」において平沢唯と中野梓が「ゆいあず」として演芸大会に出場した際に弾き語りで歌ったバージョンで、唯と梓がアレンジした設定となっている。またテレビでは1コーラスだけであったが、本作にはフルコーラス（オリジナルにはサビのリフレインがある。）で収録されている。一番では唯、二番では梓がボーカルを担当している。
『放課後ティータイムII』のDisc-2及び初回盤特典カセットで唯がこのバージョンを入れたいと話している。尚、唯はこのバージョンを「音頭バージョン」と言っている。
なお、括弧は実際に作詞・作曲・編曲をした人物。
20. 桜が丘女子高等学校校歌
作詞・作曲：桜高同窓会
歌：桜高3-2、桜高2-1（声は下述参照）
第1話「高3!」の始業式においてピアノ伴奏で歌われた桜が丘女子高等学校の校歌である。ロックバージョンはCD化されていたが、ピアノ伴奏でのバージョンはこのCDに収録されて聞くことが可能となった。CDでは唯、澪、律、紬、和のクラス3-2と、憂、梓、純のクラスの2-1との合唱である事が書かれている。上記の8人をそれぞれ演じた豊崎愛生、日笠陽子、佐藤聡美、寿美菜子、藤東知夏、竹達彩奈、米澤円、永田依子の他にも、唯、澪、律、紬、和以外の3-2のクラスメイト役を演じた声優（伊藤実華、陰山真寿美、片岡あづさ、北村妙子、佐藤有世、杉浦奈保子、中村知子、七沢心、平野妹、藤田麻美、MAKO、山村響が該当。）も歌っている。また、ひばり児童合唱団がコーラスとして参加している。

## K-ON! MOVIE ORIGINAL SOUND TRACK
劇場版アニメ『映画けいおん!』のサウンドトラック。2011年12月21日にポニーキャニオンからリリースされた。
初回限定版にはジャケットイラストを使用した写真風カードが封入された。歌詞カードには百石元のライナーノーツがある。
2013年3月20日に発売された『K-ON! MUSIC HISTORY'S BOX』のディスク11と同内容。
収録曲
1. Have some tea?（MOVIE Mix）
原曲は『K-ON! ORIGINAL SOUND TRACK』に収録。
2. 白銀の朝
3. 干し芋の季節
4. こなゆき
5. ごり押しの理由（わけ）
6. 茶箪笥のかほり
7. 二人の世界（MOVIE Mix）
原曲は『K-ON!! ORIGINAL SOUND TRACK Vol.1』に収録。
8. 茶柱運勢研究会
9. Bossaでコーヒーを
10. お化けの同窓会
11. ガラスの向こう側
12. 正直者が考えた嘘
13. その笑顔が好き
14. 海に行こうよ!
15. 水浴び大好きあひるちゃん
16. 地中海楽団
17. Spilled tea
18. Traditional tea
19. Air of northern countries
20. London E
オアシスの「プット・ユア・マネー・ホエア・ユア・マウス・イズ (Put Yer Money Where Yer Mouth Is)」を元にしている。元となった曲はアルバム「スタンディング・オン・ザ・ショルダー・オブ・ジャイアンツ」に収録。
21. Yearning for the Far East
22. Pleasant despair
23. Train-D
24. 私のきもち
25. かりんとう男爵の一週間
26. Fairies' Party
27. 退屈な時間
28. 結局今日も遅刻じゃないですか!
29. そんな訳でタクシーで…、
30. げげっ!大渋滞!!
31. お日様キラキラ散歩道
32. Artificial Candy
33. ごり押しの言い訳
34. 女子の集中力
35. Red jacket
36. Stylish mistake
37. Winter night in a warm room
38. 一等賞
39. Far distant past
40. しあわせのかけら